# Basbyte

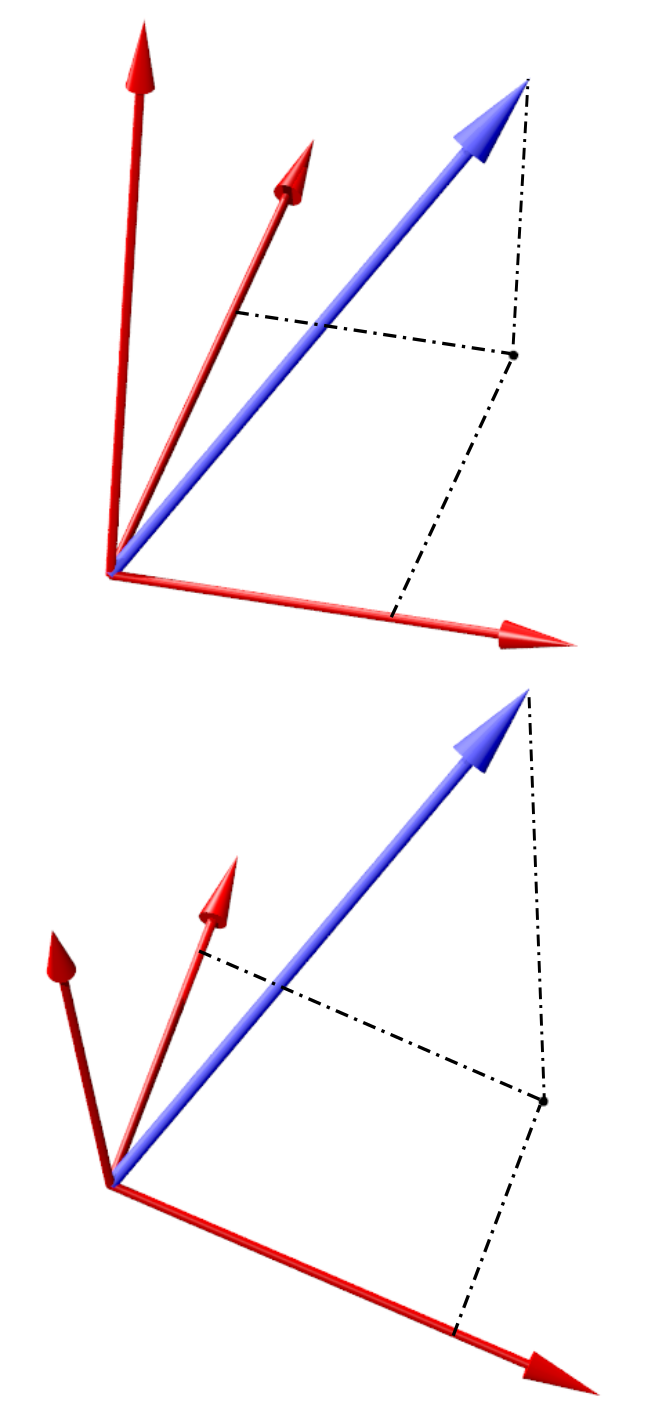
Vektor representerad i två olika baser

Basbyte är inom linjär algebra en transformation från en bas till en annan. Det kan till exempel handla om att man byter från ett koordinatsystem som använder kilometer till ett som använder mil eller från ett som utgår från jordaxeln till ett som utgår från ett fordons längdaxel.
Låt
{\displaystyle \mathbf {e} =(\mathbf {e} _{1},\mathbf {e} _{2},...,\mathbf {e} _{n})}
vara den gamla basen för Rn och
{\displaystyle \mathbf {f} =(\mathbf {f} _{1},\mathbf {f} _{2},...,\mathbf {f} _{n})}
vara den nya basen för Rn och
{\displaystyle \mathbf {f} =\mathbf {e} \,P}
där transformationsmatrisen P är en icke-singulär matris vars kolonner utgörs av koordinaterna för de nya basvektorerna uttryckta i gamla basen.
För koordinatmatriserna för vektor x i baserna xe och xf gäller då att
{\displaystyle \mathbf {x} _{e}=P\,\mathbf {x} _{f}}
{\displaystyle \mathbf {e} =\mathbf {f} \,P^{-1}}
Om baserna är ortogonala baser är P en ortogonal matris vilket ger att
{\displaystyle P^{-1}=P^{T}}
Vid linjär avbildning av matrisen A från Rm till Rn, där alla vektorer är i standardbaser, gäller sambandet
{\displaystyle A_{e;f}=Q^{-1}A\,P}
där Q och P är de matriser vars kolonner utgörs av de nya baserna för Rm och Rn.